# Jan Felderhof
Jan Reindert Adriaan Felderhof (* 25. September 1907 in Bussum; † 4. März 2006 in Laren) war ein niederländischer Komponist und Musikpädagoge.

## Leben und Werk
Felderhof studierte an den Konservatorien Amsterdam und Utrecht Violine, Schulmusik und Komposition.
Von 1934 bis 1954 lehrte er am Konservatorium und der Volksmusikschule Amsterdam. Ab 1958 war er wieder am Amsterdamer Konservatorium tätig, seit 1968 in der Funktion des Adjunkt-Direktors. Gleichzeitig wirkte er von 1944 bis 1954 als Direktor der Tonkunstmusikschule in Bussum. Zudem war er von 1954 bis 1955 Direktor des Konservatoriums in Rotterdam und unterrichtete von 1956 bis 1967 auch am Utrechter Konservatorium.
Felderhof wirkte auch als Gastdirigent.
Felderhof komponierte die komische Oper Een serenade in St. Jansnacht. Orchesterwerke, Werke für Chor und Orchester, drei Streichquartette sowie zahlreiche weitere Kammer- und Klaviermusik, sowie Chöre und Lieder.